# Kanton Mézières-Centre-Ouest
Kanton Mézières-Centre-Ouest (fr. Canton de Mézières-Centre-Ouest) byl francouzský kanton v departementu Ardensko v regionu Champagne-Ardenne. Tvořilo ho 10 obcí. Zrušen byl po reformě kantonů 2014.

## Obce kantonu
- Belval
- Charleville-Mézières (centrální a západní část)
- Évigny
- Fagnon
- Neuville-lès-This
- Prix-lès-Mézières
- Sury
- This
- Warcq
- Warnécourt